# Mads Lebech
Mads Lebech (født 26. oktober 1967 på Frederiksberg) er direktør i A.P Møller Fonden, officielt A.P. Møller og Hustru Chastine Mc-Kinney Møllers Fond til almene Formaal (tiltrådt august 2020). Han er tidligere adm. direktør i Industriens Fond og tidligere borgmester i Frederiksberg Kommune repræsenterende De Konservative.
Han er opvokset på Frederiksberg og student fra Frederiksberg Gymnasium 1986.
Uddannet jurist fra Københavns Universitet 1997.
Jurist i International Health Insurance A/S 1998, chefjurist 1999-2000.

## Politiske tillidsposter
Næstformand for De Konservative fra 2003
Han valgtes til Frederiksberg Kommunalbestyrelse i 1989. I anden valgperiode som rådmand og i tredje valgperiode som formand for Teknik- og Miljøudvalget.
Udpeget til Frederiksbergs borgmester fra 1. januar 2001 af den afgående borgmester John Winther (C).
- Genvalgt ved kommunalvalget d. 20. november 2001.
- Genvalgt ved kommunalvalget d. 15. november 2005.
- Fratrådt d. 15. januar 2009. Forlod helt politik, for at blive direktør i IRF Fonden (nu Industriens Fond), det tidligere Industriens Realkreditfond.

Hans efterfølger som borgmester på Frederiksberg blev Jørgen Glenthøj.
Formand for løn- og personaleudvalget i Kommunernes Landsforening, medlem af KLs bestyrelse og formandskab 2007- 2009
Medlem af regionsrådet i Region Hovedstaden 2007- 2009
Formand for Rådet for Større Færdselssikkerhed 2006-2008
Formand for Hovedstadens Udviklingsråd (HUR) fra 2002 til dettes nedlæggelse ved udgangen af 2006 og formand for dettes trafikudvalg 2001-2002.
Folketingskandidat i Vestre Storkreds 1990-1996 og stedfortræder i Folketinget 1994. Landsformand for DKS (Danmarks Konservative Studerende) 1993-94. Næstformand European Democrat Students 1992-93.
Partisekretær for de konservative partier i Norden og den konservative gruppe i Nordisk Råd 1993-96.

## Bestyrelsesposter
Formand i bestyrelsen for Copenhagen Malmö Port, Ordrupgaardsamlingens Advisory Board og Turismens Vækstråd. Næstformand for udviklingsselskabet By & Havn I/S og Tivoli A/S. Lebech har også haft en række andre bestyrelsesposter, herunder Det Danske Universitetscenter i Beijing – Sino-Danish Centre (SDC), Nordea Invest Foreningerne, FrederiksbergFonden, Melting Pot Foundation, Kredsen Mars og Merkur.

### Tidligere tillidsposter
Formand for Axcel Future R98, Copenhagen Capacity, Realdanias byudviklingsforum, Drostfonden, Foreningen Norden på Frederiksberg, Frederiksberg Konservative Vælgerforening og formand for Historisk-Topografisk Selskab på Frederiksberg og Hovedstadens Udviklingsråd. Næstformand for Metroselskabet I/S, Kommunekemi A/S, Kommunernes Lønningsnævn, Den Kommunale Momsfond, Fonden Wonderful Copenhagen, Københavns Zoo og Øresundskomiteen,